# Festbewertung
Unter Festbewertung versteht man im Rechnungswesen eine zulässige Bewertung des Sachanlagevermögens und der Roh-, Hilfs- und Betriebsstoffe, wenn deren Bestand in seiner Größe, seinem Wert und seiner Zusammensetzung nur geringen Schwankungen unterliegt und deren Gesamtwert für das Unternehmen von nachrangiger Bedeutung ist.

## Allgemeines
Diese Legaldefinition des § 240 Abs. 3 HGB bedeutet eine Abweichung vom sonst geltenden Grundsatz der Einzelbewertung, der die Bewertung jedes einzelnen Vermögensgegenstandes vorsieht (§§ 240 Abs. 1 und § 252 Abs. 1 Satz 3 HGB). Würde dieser Grundsatz stets anzuwenden sein, so ergäbe sich bei einer Vielzahl von Gegenständen insbesondere bei der Inventur ein unverhältnismäßig hoher Arbeitsaufwand. Eine Festbewertung ist dann der Ansatz eines konstanten Wertes aufgrund gleich bleibender Mengen und gleich bleibender Preise (Festwert) bei bestimmten Vermögensgegenständen. Die Bewertung mit einem Festwert ist sowohl beim Inventar als auch beim Jahresabschluss möglich (§ 256 S. 2 HGB). 

## Verfahren
Deshalb hat der Gesetzgeber so genannte Bewertungsvereinfachungsverfahren zugelassen, die bei Gegenständen in hoher Stückzahl zum Einsatz kommen. Die für eine Festbewertung vorgesehenen Gegenstände (etwa eine Sachgesamtheit von ganzen Lagerbeständen) werden einmalig gezählt, gemessen oder gewogen und danach mit dem ihnen nach allgemeinen Grundsätzen zuzuordnenden Wert (Anschaffungs- oder Herstellungskosten) bewertet. Die sich ergebende Summe ist der Festwert.     
Die Festbewertung gilt jedoch nicht für alle Zeit. An jedem dritten Bilanzstichtag hat eine Inventur zu erfolgen. Ergibt sich aus dieser Bestandsaufnahme eine Abweichung vom bisher bilanzierten Festwert, so ist bei einem aktuell höheren Wert von mehr als 10 % eine Fortschreibung des Festwerts auf den höheren Wert als neuem Festwert vorzunehmen. Sinkt der Wert, so ist beim Umlaufvermögen aufgrund des strengen Niederstwertprinzips eine Anpassung vorzunehmen, beim Anlagevermögen nur bei voraussichtlich dauernder Wertminderung. Nachrangigkeit liegt vor, wenn der Gesamtwert der in die Festbewertung einbezogenen Wirtschaftsgüter im Durchschnitt der letzten 5 Bilanzstichtage 10 % der Bilanzsumme nicht überschritten hat. Die Festbewertung ist auch steuerlich in Abschnitt R 5.4 Abs. 3 und 4, H 6.8 Einkommensteuer-Richtlinien (EStR) anerkannt.
Eine Festbewertung ist zulässig, wenn
- der Bestand der Wirtschaftsgüter in seiner Größe, seinem Wert und seiner Zusammensetzung nur geringeren Schwankungen unterliegt und
- der Gesamtwert für das Unternehmen von nachrangiger Bedeutung ist und
- die Roh-, Hilfs- und Betriebsstoffe regelmäßig ersetzt werden.

Für die Festbewertung existieren keine steuerlichen Vorschriften, was zur Folge hat, dass die Wertansätze der Handelsbilanz über das  Maßgeblichkeitsprinzip auch für die Steuerbilanz gelten.
Steuerlich sind bei vorübergehenden Wertminderungen keine Wertkorrekturen möglich, im Fall von dauernden Wertminderungen besteht gemäß § 6 Abs. 1 Nr. 2, S. 2 EStG ein Wahlrecht zur Teilwertabschreibung.

## Beispiele für Festwerte
- Hotel- und Gaststättenbereich: Besteck, Geschirr und Wäsche
- Maler- oder Dachdeckerbetriebe: Gerüstteile (Ausnahme: Gerüstbauer, da in dessen Bilanz diese Wirtschaftsgüter nicht nachrangig sind)
- Bauunternehmen: Schalungsteile
- Brauereigewerbe: Flaschen und Kästen
- Kleingeräte verschiedener Art
- Formen, Walzen, Modelle
- Werkzeugbestände des Anlagevermögens